# Wilhelm Maybach
August Wilhelm Maybach (Heilbronn, 9 febbraio 1846 – Stoccarda-Cannstatt, 29 dicembre 1929) è stato un ingegnere e imprenditore tedesco, noto per aver dato uno dei primissimi grandi impulsi alla nascente industria automobilistica. Nel 1909 fondò la Maybach-Motorenbau GmbH e il suo nome compare ancora oggi come marchio automobilistico Maybach. Wilhelm Maybach sviluppò assieme a Gottlieb Daimler il „Standuhr“ primo esempio di motore a cilindri.

## Presentazione
Il nome di Wilhelm Maybach è e rimarrà indissolubilmente legato all'avvento dell'automobile, assieme a quello del suo fido collega nonché imprenditore Gottlieb Daimler, con il quale nel 1890 fondò ufficialmente la Daimler Motoren Gesellschaft. I due, già nel 1886 realizzarono la prima autovettura a quattro ruote della storia, la Daimler Motorkutsche. Pochi mesi prima, un altro grande ingegnere ed imprenditore tedesco, Karl Benz, costruì la Velociped, un'autovettura, ma ancora dotata di tre ruote. Nel 1996, 110 anni dopo aver realizzato la Motorkutsche e 150 anni dopo la sua nascita, Wilhelm Maybach è stato meritatamente inserito nell'Automotive Hall of Fame.

## Biografia

### Primi anni e giovinezza
Wilhelm Maybach nasce da Christian Carl Maybach, di professione falegname, e dalla moglie Luise Barbara, secondogenito di cinque figli. L'infanzia del piccolo Wilhelm e dei suoi fratellini verrà segnata ben presto dalla morte prematura di entrambi i genitori. Nel 1854, poco dopo il trasloco della famiglia Maybach da Heilbronn a Stoccarda, la madre Luise morì. Il padre Carl subì un grave colpo e nel 1856 anch'egli fu ritrovato morto. A questo proposito, non si sa nulla di certo sulla dinamica di tale decesso. Venne ritrovato affogato in un vicino corso d'acqua, ma non si sa se si sia trattato di un incidente o piuttosto di un suicidio dovuto alla profonda depressione in cui si era venuto a trovare dopo la morte della moglie.

Nel periodo immediatamente successivo alla morte dei genitori, i piccoli fratelli Maybach vennero presi sotto la custodia di alcuni parenti, ma ben presto le risorse finanziarie di questi ultimi cominciarono ad assottigliarsi, poiché le spese per il mantenimento di cinque bambini non erano certo indifferenti. Per questo motivo cercarono di affidare i fratelli in adozione ad alcune famiglie dalle fondamenta finanziarie più solide. A questo scopo misero un annuncio sullo Stuttgarter Zeitung del 20 marzo 1856. Ben presto, tutti i fratelli Maybach trovarono una sistemazione, anche se presso differenti famiglie. Wilhelm Maybach venne accolto nella Confraternita di Reutlingen, un'associazione filantropica fondata da padre Gustav Werner, un vicario protestante ben noto nell'ambiente ecclesiastico locale per le sue idee "scomode" che gli costarono l'allontanamento dagli ambienti più conservatori. Werner intendeva dare un futuro a quelle persone cadute in sventura (orfani, disabili, ecc.) che la società di allora era solita emarginare. La confraternita fondata da Werner comprendeva anche scuole di vari livelli, un'officina meccanica ed una falegnameria, nonché degli appositi locali attrezzati come alloggi per le persone ospitate. Il piccolo Wilhelm, che all'epoca aveva dieci anni, trovò quindi accoglienza presso tale struttura, dove ebbe modo di apprendere le tecniche della lavorazione del legno e del metallo, sviluppando una mentalità brillante ed orientata alla progettazione. Nel 1861, all'età di 15 anni, Wilhelm Maybach decise definitivamente di indirizzare la sua vita in ambito ingegneristico e frequentò le scuole superiori della confraternita. Nel frattempo, continuò a fare pratica preso le strutture lavorative della confraternita di padre Werner e sviluppò un ottimo talento nel disegno tecnico.

Nel 1863, però, la confraternita di Reutlingen entrò in una crisi economica piuttosto seria: per uscirne, venne assunto come direttore tecnico un personaggio che di lì a poco avrebbe legato indissolubilmente il suo destino a quello del giovanissimo Wilhelm Maybach: questo personaggio era Gottlieb Daimler, futuro fondatore dell'omonima Casa automobilistica.

Grazie a Daimler e ad alcuni altri brillanti personaggi, la confraternita Reutlingen uscì dalla crisi. Daimler era un personaggio carismatico, nato nel 1834 e la cui esperienza affonda le sue radici in una formazione poliedrica ed in svariati viaggi di studio e di lavoro.
Ben presto Daimler si accorse dello straordinario talento del giovane Wilhelm Maybach, a quel punto diciassettenne, e cominciò a seguirlo in maniera particolare, rivelandosi agli occhi del ragazzo un direttore severo ma giusto, molto preparato e dal quale attingere per arricchire sempre più la propria formazione.

Maybach ricorderà sempre molto positivamente i tredici anni trascorsi alla confraternita Reutlingen, sia per l'esperienza acquisita a fianco di Daimler, sia per l'evidente aiuto umano e formativo fornitogli da padre Werner. Per Maybach fu come avere una nuova famiglia ed una nuova casa.

### Avvio alla carriera: prime esperienze
Nel 1869, Daimler lasciò la confraternita diretta da padre Werner e Wilhelm Maybach, allora ventitreenne, lo seguì senza esitazioni, conscio delle nuove possibilità professionali che gli si aprivano grazie alla presenza di una persona di valore come Daimler stesso.

I due approdarono alla Maschinenbau-Gesellschaft Karlsruhe, una fabbrica di motori e componenti per locomotori e vagoni ferroviari, Daimler come direttore tecnico e Maybach come impiegato nell'ufficio tecnico. L'esperienza presso la fabbrica di Karlsruhe durò cinque anni, durante i quali i due trascorsero spesso intere notti a discutere su progetti inerenti a quel particolare tipo di lavoro.

Nel 1872, Maybach e Daimler lasciarono la Maschinenbau-Gesellschaft Karlsruhe per entrare alla Deutz-AG-Gasmotorenfabrik, una società dedita alla progettazione e realizzazione di motori alimentati a gas per uso statico (cioè, non per mezzi di trasporto ma per macchinari statici), fondata da Eugen Langen e da Nikolaus August Otto, universalmente riconosciuto come padre dei motori a quattro tempi.
Tra i compiti affidati a Daimler e Maybach vi fu quello di perfezionare un motore a gas del quale fino a quel momento non si riusciva ad aumentare le prestazioni più in là di 3 CV. Maybach, inizialmente, assunto come disegnatore tecnico, ben presto venne promosso come capo reparto costruzioni. Professionalmente, l'esperienza alla Deutz, per Maybach come per Daimler, ebbe due facce: da una parte, essi riuscirono a perfezionare il motore a gas progettato da Otto. Nel 1876, infatti, Maybach ultimò la preparazione del motore, portandolo fino ad 8 CV di potenza massima e consentendo alla Deutz di divenire competitiva nel mercato dei motori statici. Per questi motivi, sia Daimler che Maybach ricevettero dei cospicui premi di produzione che sarebbero tornati utili in futuro. Come rovescio della medaglia, però, le cose non andavano bene dal punto di vista dei rapporti interpersonali con Otto, Langen e con altri membri del direttivo dell'azienda. Ciò interessava principalmente Daimler, ma si ripercosse anche su Maybach, in quanto fido collaboratore di Daimler stesso. Gli ultimi anni alla Deutz furono quindi caratterizzati da un clima di tensione, che però Maybach ebbe modo di stemperare grazie ad alcuni eventi decisamente più positivi. In primo luogo, Maybach venne inviato per lavoro negli Stati Uniti per pubblicizzare il successo dei motori Deutz, in modo da allargare il giro di affari dell'azienda. Per l'occasione, Maybach ebbe anche modo di andare a far visita al fratello maggiore Karl, trasferitosi in precedenza a New York e con il quale ebbe mantenuto fino a quel momento stretti contatti. Karl Maybach lavorava in un'azienda che costruiva pianoforti, la Steinway & Sons, della quale Wilhelm ebbe modo di conoscere il proprietario, William Steinway. Tale conoscenza sarebbe stata il primo passo verso una futura collaborazione che avrebbe dato numerosi frutti.

### La nuova famiglia Maybach
Il 5 settembre 1878 Wilhelm Maybach sposa Bertha Habermaas. L'incontro tra i due avvenne molto tempo prima, nel 1867. In quell'anno, infatti, Gottlieb Daimler sposò Emma Kurtz ed invitò Wilhelm Maybach, il quale, durante i festeggiamenti, conobbe Bertha, un'amica della neo-signora Daimler. La Habermaas era figlia di un impiegato postale della vicina città di Maulbronn: tra lei ed il giovane Wilhelm fu subito amore ed ebbe inizio così un legame che avrebbe portato la ragazza a condividere le esperienze professionali di Maybach, seguendolo durante i suoi spostamenti. Dal matrimonio nasceranno tre figli, il primo dei quali, Karl, sarà l'erede del padre nel campo della futura produzione automobilistica. Gli altri due figli erano Adolf (1884-1940) ed Emma Maybach.

### La grande avventura con Daimler

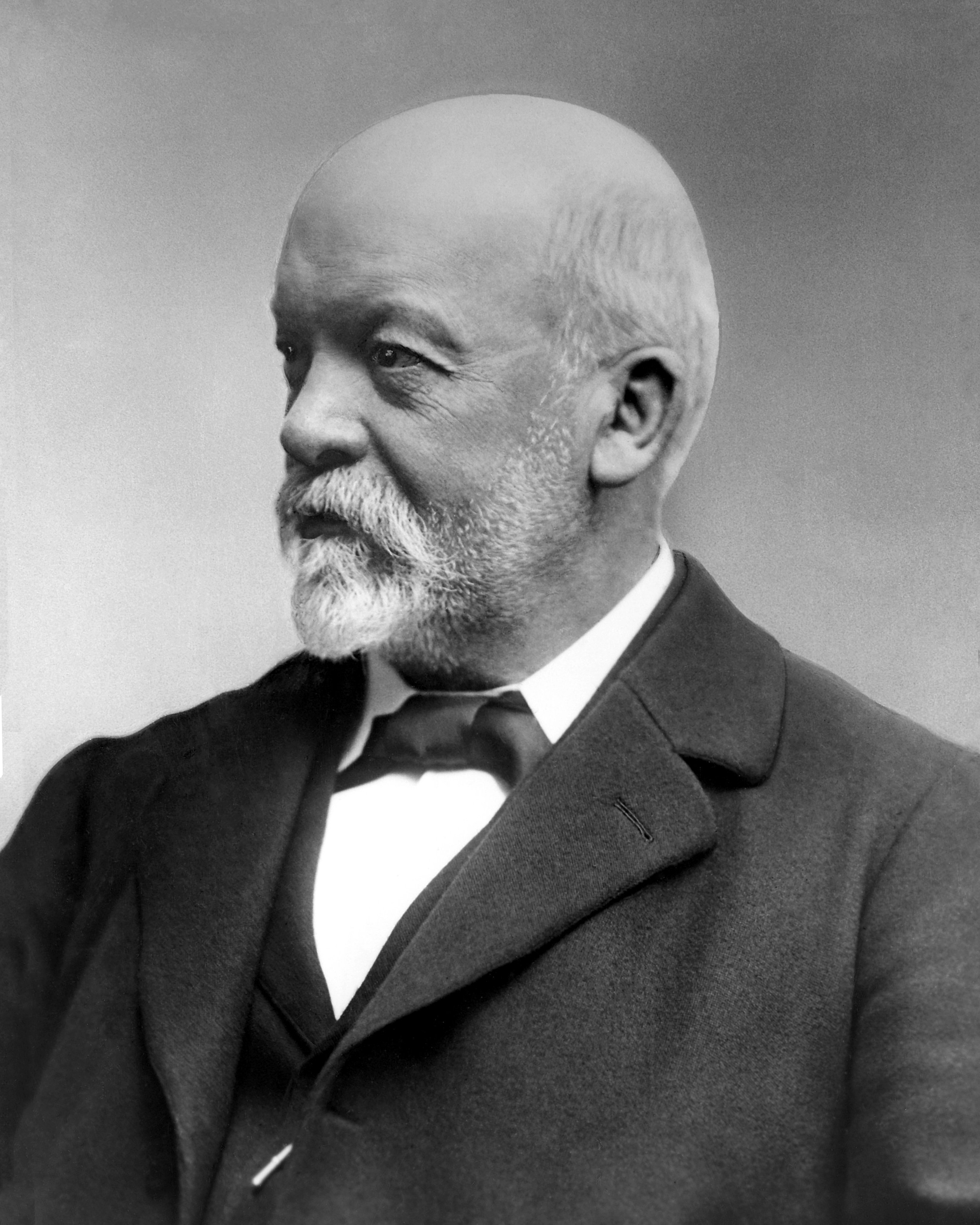
Gottlieb Daimler, fido amico di Maybach

Nel frattempo, si inasprirono i rapporti tra Daimler ed il direttivo della Deutz, in particolare Otto e Langen. Negli ultimi mesi di Daimler alla Deutz, questi stava già preparando la sua futura attività in proprio, predisponendo un posto speciale per Maybach. Quando Daimler, all'inizio del 1882, rassegnò le sue dimissioni, si dedicò a tempo pieno a tale progetto. Nel mese di aprile, Maybach e Daimler stipularono un contratto che impegnava i due a fondare una nuova azienda in proprio. Daimler avrebbe anticipato la quota di Maybach, pari a 30 000 marchi, che Maybach avrebbe restituito ogni mese poco alla volta dal momento in cui avrebbe cominciato lavorare per Daimler. Questo contratto venne perfezionato quando Maybach era ancora alle dipendenze della Deutz, e quindi, di nascosto da quest'ultima. 

Nel mese di giugno del 1882, Daimler si trasferì con la famiglia nuovamente a Stoccarda, in una villa con parco acquistata dallo stesso Daimler grazie alla fortuna messa insieme durante la sua esperienza alla Deutz, tra cospicui premi di produzione ed una ingente liquidazione. Nel mese di ottobre, Maybach si dimise dalla Deutz e si trasferì con la sua famiglia nelle vicinanze della villa di Daimler. 

La villa di Daimler era munita di una rimessa adiacente ad una serra: i due locali vennero adibiti a laboratorio ed officina per quello che sarebbe stato il germe della futura Daimler Motoren Gesellschaft.

A quel punto, nella tenuta di Daimler cominciarono a verificarsi fatti "strani", almeno, stando alle impressioni del vicinato. Il fatto era che Daimler e Maybach costruivano in gran segreto dei motori strettamente derivati da quelli di fabbricazione Deutz, ma più compatti e leggeri, in modo da poter essere montati su mezzi di trasporto senza che questi ne risentissero eccessivamente in termini di maneggevolezza e prestazioni. Per non dare troppo nell'occhio decisero di lavorare spesso di notte, ma finirono comunque per suscitare la curiosità di un vicino, che convinse una guardia ad effettuare un sopralluogo notturno, ma non venne rilevato niente di compromettente, solo motori in una rimessa.

Non molto tempo dopo, però, l'azienda guidata da Otto e Langen venne comunque a sapere di tali esperimenti condotti dall'ex-collega Daimler e dal suo fido Maybach. Si arrivò così ad una causa legale che durò alcuni anni, ma che alla fine, il 30 gennaio del 1886, vide trionfare Daimler. Questi, sebbene penalizzato dall'evidente analogia tra i suoi motori e quelli della Deutz, seppe convincere i giudici grazie alla sua abilità dialettica e ad un'accurata preparazione della tesi difensiva, che snocciolò esempi di personaggi che avevano realizzato motori simili addirittura prima di Otto, ma che erano passati per alcuni anni nell'anonimato. Alla fine, l'azienda di Otto e Langen fu costretta persino a risarcire Daimler. Ma alcuni anni dopo il termine della causa, Maybach ammetterà le stretta dipendenza dei primi motori Daimler sperimentali dai motori di casa Deutz.

Nel 1884 nasce il secondo figlio, Adolf.

#### I primi motori di Maybach e Daimler
Questi primissimi motori sperimentali erano caratterizzati dall'accensione a candeletta incandescente e dal fatto di avere la sola valvola di scarico comandata mediante una camma fissata al volano. La valvola di aspirazione era invece comandata da un altro meccanismo, ed appare strano oggigiorno che un genio come Maybach non abbia subito pensato a comandare entrambe le valvole tramite un sistema a camme. Tale soluzione, applicata alla valvola di aspirazione, sarebbe stata introdotta da Maybach solo diversi anni più tardi. Va detto inoltre che la camma utilizzata per comandare la valvola di scarico fungeva anche da limitatore del numero di giri. Ciò era importante in quanto l'accensione a candeletta incandescente poteva funzionare solo a regimi bassi.

Daimler e Maybach realizzarono tre motori sperimentali prima di passare alla loro applicazione su un veicolo. Il primo di questi motori era ancora a cilindro orizzontale, ma già il secondo fu costruito con cilindro verticale. Questo nuovo motore, a causa del suo aspetto, prese il nome di Standuhr (orologio a pendolo in tedesco). Il terzo era un'evoluzione del precedente ed era dotato di un dispositivo di messa in moto e di uno di spegnimento.

#### La Reitrad

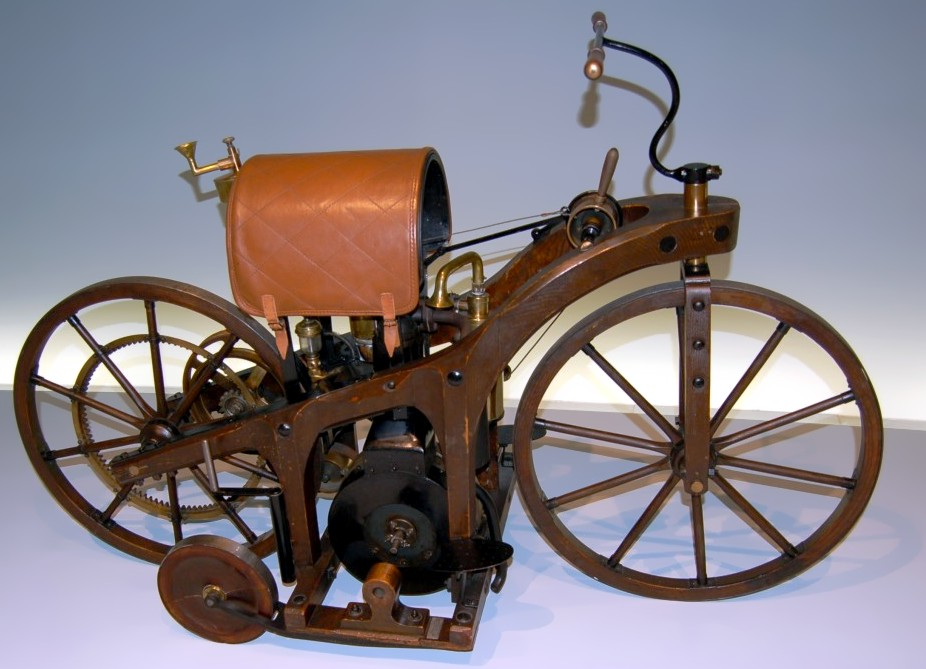
La Reitrad

Nel 1885 i tempi divennero maturi per il passo successivo, quello che prevedeva l'applicazione su un mezzo di trasporto vero e proprio. A tale scopo venne innestato un nuovo monocilindrico verticale su una bicicletta con telaio in legno. Nacque così la Reitrad, considerata come la prima motocicletta con motore a combustione interna della storia, nonché come il primissimo veicolo mosso da un motore a quattro tempi. Il "cuore" della Reitrad era un monocilindrico verticale raffreddato ad aria da 212 cc (alesaggio e corsa: 58 x 100 mm), in grado di erogare 0.5 CV. Il brevetto venne registrato il 29 agosto del 1885 con il numero 36423. Il figlio di Daimler, Paul, allora giovanissimo, volle sperimentare l'affidabilità del veicolo ed il 10 novembre si cimentò in un percorso da Bad-Cannstatt ad Untertürkheim, coperto con successo dalla Reitrad.

La Reitrad, però, non poté usufruire di molta pubblicità, e questo perché poco dopo la realizzazione di tale veicolo, Daimler e Maybach scoprirono che già un altro inventore aveva realizzato una motocicletta, sebbene mossa da un motore a vapore, e che aveva già brevettato il tutto. Inoltre, per pura coincidenza, aveva brevettato anche la soluzione delle ruote gommate, il che poneva pochi appigli a Daimler e Maybach per presentare pubblicamente la Reitrad, che peraltro era stata concepita per fornire un aiuto alle persone disabili, in modo da agevolarle negli spostamenti.

#### La Motorkutsche
Nel 1886, Daimler ordinò una carrozza alla Wimpff & Sohn. Su questa carrozza sarebbe poi stato montato un motore da 1.1 CV di potenza massima, prodotto da un'officina locale assieme agli organi dello sterzo sotto la supervisione di Maybach. Il cambio era a due rapporti, selezionabili anche con vettura in movimento (nella Reitrad si poteva scegliere uno dei due rapporti a veicolo fermo). Inizialmente il motore era raffreddato ad aria, ma in seguito venne raffreddato ad acqua.

#### Altre applicazioni
Daimler e Maybach, però, vollero sperimentare l'affidabilità del suo motore anche in altri mezzi di trasporto, anche considerato il fatto che il pubblico mostrava apprensione nei confronti di una carrozza che si muoveva da sola. Tali sperimentazioni, inoltre, avrebbero fatto anche da tam tam mediatico presso il pubblico. Fu così che nel 1887, di fronte a non pochi spettatori venne realizzato un piccolo traghetto a motore, provato con successo lungo il fiume Neckar, ma anche un veicolo su rotaie presentato ad una fiera a Bad-Cannstatt.

Nel 1887, Daimler ricevette un invito ad una manifestazione relativa a veicoli natanti, che si sarebbe tenuta a Francoforte. La notorietà raggiunta da Daimler stava evidentemente raggiungendo proporzioni di rilievo. Questi inviò Maybach alla manifestazione ed egli vi si recò con la sua ultima invenzione, un'imbarcazione monoposto molto leggera. Al suo arrivo, la delusione: non gli fu permesso di partecipare alla regata prevista nel programma di tale esposizione. Ma Maybach non ci volle stare e si inserì comunque in gara e la sua piccola imbarcazione venne immediatamente inseguita da un'unità di poliziotti.... su barca a remi! Essi non riuscirono a raggiungere Maybach, che anzi coprì interamente il tragitto previsto, ma al suo ritorno a terra dovette sottostare a un breve periodo di arresto da parte delle autorità.

Trascorsa questa breve e singolare parentesi, Maybach aiutò Daimler in un nuovo trasloco. La produzione venne infatti trasferita dalla piccola rimessa di casa Daimler ad uno stabilimento a Seelberg, dove vennero assunti 23 dipendenti.

In quel periodo vennero prodotti motori per utilizzo ferroviario o per natanti e nel frattempo, la notorietà di Maybach e Daimler si diffuse in gran parte d'Europa grazie alla loro partecipazione a svariate manifestazioni.

#### La DMG e le sue battaglie
Nel 1890, Daimler e Maybach fondano finalmente la Daimler Motoren Gesellschaft. Da questo momento in poi, la vita di Maybach sarà ancor più legata a quella di Daimler, e ne condividerà tutto, ma proprio tutto, comprese le diverse sventure aziendali e non, prima fra tutte quella che vide coinvolto anche il losco Max von Duttenhofer, entrato come socio, ma che pochissimo tempo dopo intraprese una spericolata azione di assorbimento personale dell'azienda ai danni di Daimler. Anche Maybach ne subì le conseguenze e nel 1891 venne allontanato dal consiglio di amministrazione. Egli proseguì il suo lavoro di progettista direttamente a casa, stipendiato da Daimler. Nel 1892 le malefatte di von Duttenhofer portano Daimler e Maybach a trasferirsi provvisoriamente in un altro posto per continuare la loro attività. Nello stesso anni nasce Emma Maybach, terzogenita di Wilhelm e Bertha.
Nel 1894, Maybach e Gottlieb poterono tornare alla DMG perché richiamati dalle esigenze dell'azienda originaria, in evidenti difficoltà economiche dopo il loro allontanamento. L'improvvisato consiglio di amministrazione della Daimler fu costretto a riassumere Daimler e Maybach nel loro ruolo originario ed anche nel consiglio di amministrazione. In quel decennio, Maybach progettò e realizzò il motore Phoenix, che venne in seguito adottato da diversi modelli della Casa tedesca. Inoltre, brevettò un radiatore a serpentina con ventola. Intanto von Duttenhofer riprese a tormentare Daimler con i suoi ricatti ed i suoi metodi abietti. Per alcuni anni Daimler resistette, ma alla fine le sorti dell'azienda volsero decisamente contro il povero Daimler, che nel 1900 morì di infarto, lasciando Maybach con pochi punti di appoggio all'interno di un'azienda che stava dimostrandosi sempre più ostile nei suoi confronti.

Si conclude in questo modo tragico la pluridecennale e fruttuosa collaborazione tra Daimler e Maybach.

### Il dopo-Daimler

#### Jellinek e Mercedes

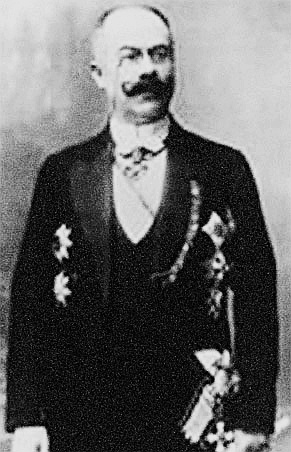
Emil Jellinek

Ma è a questo punto che nella vita di Maybach e della Daimler Motoren Gesellschaft subentra un nuovo personaggio, altrettanto eclettico e dalla mente brillante: Emil Jellinek, console austro-ungarico a Nizza, brillante uomo d'affari e soprattutto appassionato di automobili, tecnica automobilistica e di gare automobilistiche. Questi commissionò alla Daimler, ed in particolare a Maybach, lo sviluppo di una vettura da corsa che potesse stabilire in senso assoluto la supremazia della Casa tedesca nell'ambito delle corse, specie dopo che questa venne messa in discussione dall'incidente mortale occorso al pilota Wilhelm Bauer nel 1900, poco dopo la scomparsa di Daimler. Per rafforzare la richiesta, Jellinek ordinò un certo numero di quelle vetture affinché le potesse vendere in Costa Azzurra in versione stradale. Jellinek e Maybach trovarono subito dei punti fermi inerenti a tale progetto, come il baricentro basso ed il passo lungo. Maybach introdusse altre novità come il radiatore a nido d'ape. Dalla sua mente brillante nacque una vettura che stabilì nuovi standard nella progettazione di vetture da corsa e non solo. Per volere di Jellinek, la vettura venne battezzata con il nome della sua figlia prediletta, Mercedes, coniando così un nome che sarebbe divenuto sinonimo di prestigio, sportività, classe ed eleganza nel mondo dell'automobile: nacque così la Mercedes 35PS. Più tardi, Jellinek dirà di Maybach: “Era un uomo in grado di inventare a comando”.

#### L'addio alla DMG
Tra i fatti più inspiegabili occorsi a Maybach dopo la morte di Daimler, vi fu il fatto che Maybach stesso, non avendo più un punto d'appoggio su cui fare affidamento, arrivò ad avvicinarsi nientemeno che a quel von Duttenhofer che aveva portato Daimler alla disfatta dal punto di vista umano ed economico. In realtà, von Duttenhofer vedeva Maybach di buon occhio, riconoscendo il suo indubbio talento. La situazione altalenante in cui Maybach venne a trovarsi qualche anno prima era principalmente dovuta all'astio che un altro socio della Daimler, Wilhelm Lorenz, provava per lui. Tale astio crebbe continuamente, alimentato dai ripetuti successi professionali di Maybach, cui facevano da contraltare i ripetuti fiaschi di Lorenz. Una situazione, quindi, in cui era l'accesa invidia di Lorenz a farla da padrona. Tale invidia fece nascere continui intrighi da parte di Lorenz e dei suoi sostenitori. Con la morte di von Duttenhofer, avvenuta nel 1903, Maybach si trovò del tutto scoperto ed incapace di difendersi dalle infide trame architettate da Lorenz. 

A ciò si aggiunse anche lo stato di salute di Maybach, decisamente compromesso da anni di lavoro incessante che alla fine lo costrinsero ad un lungo periodo di riposo che durò oltre sei mesi. In questo periodo di riabilitazione, Maybach trascorse gran parte del tempo in Italia, e più precisamente ad Arco (TN). 

Tornato al suo impiego circa a metà del 1904, Maybach dovette ritrovarsi fra le mani le angherie di Lorenz, che lo relegò ad un ufficio minore, quasi come operaio semplice: al suo posto venne assunto Friedrich Nallinger (1863-1937). Quanto a Maybach, venne costretto a firmare un contratto in cui venivano addirittura specificati i futuri compiti a lui assegnati. Si trattava come sempre di costruire motori, molti dei quali destinati alle corse, ma alcuni altri motori erano quantomento stravaganti, poiché volti a trovare soluzioni alternative per la propulsione. Tra questi vi furono un motore ad aria compressa e persino un motore ibrido, metà a quattro tempi e metà a vapore. Queste due soluzioni, ovviamente, non trovarono alcun seguito produttivo a causa degli ovvii problemi di messa a punto, trattandosi di vere novità mai sperimentate in precedenza. Ma ciò costituiva il pretesto per ridicolizzare e criticare ulteriormente Maybach.

Non tutti i membri del consiglio di amministrazione della DMG erano complici di questi intrighi, anzi, ve ne erano alcuni che non ne erano neppure al corrente. Tra questi vi era Emil Jellinek, da sempre convinto sostenitore di Maybach e del suo genio. Egli non avrebbe mai intrapreso una simile campagna di accanimento psicologico (e non solo) contro il brillante direttore tecnico della DMG, ma suo malgrado, in maniera del tutto involontaria, contribuì al gioco di chi voleva la testa di Maybach.

Infatti, ad un certo punto, Jellinek ordinò alcuni motori da corsa: in pronta consegna ve ne era un certo numero con accensione a magnete ed alcuni altri di nuova produzione, in cui Maybach aveva montato l'innovativa accensione a candela. Jellinek preferì però i primi. Questa scelta, fatta in buonafede, costituì un nuovo pretesto per screditare Maybach. Questi, che ancora nutriva fiducia nei confronti di Jellinek, scrisse una lettera al console austro-ungarico in cui finalmente venivano messi in luce gli intrighi del consiglio di amministrazione. Jellinek a quel punto si accorse degli sporchi giochi di potere della dirigenza, ma era oramai troppo tardi. Si arrivò ad un punto in cui Maybach non poteva trattenersi oltre all'interno della DMG. Alla fine del 1907 egli rassegnò le dimissioni dall'azienda per la quale lui ed il fido Daimler avevano dato l'anima: al suo posto sarebbe subentrato Paul Daimler, figlio di Gottlieb, richiamato dal suo ruolo di direttore tecnico della Austro-Daimler.

### L'era Zeppelin

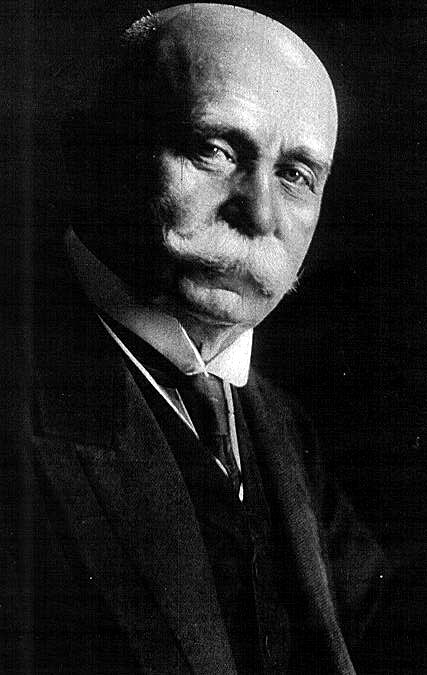
Il conte Ferdinand von Zeppelin

Già nel 1900, Maybach ebbe i primi contatti con il Conte Ferdinand von Zeppelin per la costruzione di motori destinati ai primi dirigibili della storia. Da quei primi contatti emerse agli occhi del conte von Zeppelin, che aveva da poco avviato un'attività per la produzione di dirigibili (la Luftschiffbau Zeppelin ), tutto il genio ed il talento di Maybach. Fu l'unica volta che i due si incontrarono fino al 1908. In quell'anno, infatti, vi fu la catastrofe del dirigibile LZ4, distrutto da una tempesta mentre era in volo. La notizia attirò l'attenzione di Maybach, che tornò a prendere contatti con il conte von Zeppelin, che nel frattempo aveva ricevuto delle sovvenzioni da parte dell'impero germanico per sanare le conseguenze economiche dovute all'incidente. I due ebbero modo di considerare l'eventualità di dedicarsi in maniera definitiva alla costruzione di motori per dirigibili. Inoltre, Wilhelm Maybach richiamò a sé il figlio Karl, molto spesso in trasferta per lavoro, e mostrò anche a lui questa prospettiva. Nei primi mesi in cui Wilhelm Maybach era fuori dalla DMG, allacciò una fitta corrispondenza con il figlio lontano da casa, instaurando un rapporto per la verità molto strano, in cui si vedeva poco del rapporto tra padre e figlio. Lo scambio epistolare appariva più un rapporto tra colleghi di lavoro, in cui il padre riversava tutto il suo sapere nel figlio. Quest'ultimo, quindi, divenne un degno erede di Wilhelm Maybach.

Per questo motivo, anche Karl Maybach venne coinvolto nella fondazione della nuova società, la Luftfahrzeug-Motorenbau GmbH, nata il 23 marzo 1909, con Wilhelm Maybach come membro del consiglio e Karl Maybach a ricoprire quel ruolo di direttore tecnico che un tempo fu del padre. Wilhelm Maybach, però, affiancò anche il figlio nel suo lavoro, offrendogli tutta la sua esperienza. Questa collaborazione portò Wilhelm Maybach ad una rivincita nei confronti del direttivo DMG, poiché a partire dal 1913 la neonata azienda non ebbe più bisogno della Daimler-Motoren-Gesellschaft per la fornitura di motori.

Alla Luftfahrzeug-Motorenbau, Wilhelm Maybach ritrovò la serenità di cui aveva bisogno già da tanto tempo. Fino a quasi tutto il decennio successivo vi fu un susseguirsi di successi commerciali, grazie anche e soprattutto al preziosissimo apporto del figlio Karl, che si dimostrò un erede più che degno. In questi anni, fu soprattutto Wilhelm Maybach a muovere le redini dell'azienda, decidendone per esempio il trasferimento dell'azienda a Friedrichshafen, avvenuto nel 1912.

In quell'anno avvenne un fatto doloroso per la famiglia Maybach: il secondogenito Adolf venne internato in un istituto per malattie mentali, perché da tempo stava manifestando turbe psichiche diagnosticate come catatonia. Adolf Maybach morirà nel 1940 in seguito ad un programma di eutanasia voluto dal governo di Adolf Hitler, programma volto all'eliminazione delle persone affette da handicap mentali.

Con l'arrivo della prima guerra mondiale gli affari non crollarono, anzi, ebbero un particolare indirizzamento verso le applicazioni per usi bellici. Nel 1916, Wilhelm Maybach venne insignito della laurea ad honorem dall'Università di Stoccarda. In quel periodo, termina la sua pluridecennale e gloriosa attività: Wilhelm Maybach si ritira così a vita privata, ma negli anni a venire gli vennero conferite numerose altre onorificenze.

### Gli ultimi anni di vita

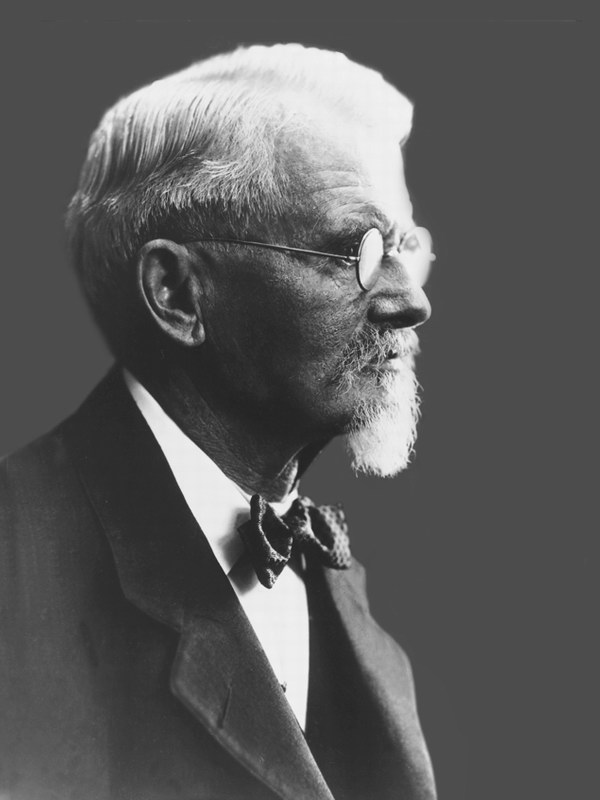
Un anziano Wilhelm Maybach

Terminata la grande guerra, in base al Trattato di Versailles, all'azienda guidata un tempo da Maybach e suo figlio venne proibito di costruire dirigibili. Da qui si tornò alla costruzione di automobili, riavviata solo da Karl. Wilhelm Maybach ebbe quindi modo di seguire l'ascesa al successo di suo figlio, che costruì tra le migliori automobili degli anni venti e trenta, una vera e propria soddisfazione per il vecchio padre. Si trattava comunque di un successo vissuto come Wilhelm Maybach insegnava, cioè con estrema modestia e restando al di fuori delle luci della ribalta. Nel 1924, in occasione del 45º compleanno del figlio Karl, vi fu una sorta di simbolico passaggio di consegne. Wilhelm Maybach regalò al figlio l'orologio da taschino che molti anni prima Jellinek aveva regalato a lui.

Alla fine degli anni venti, Karl Maybach presenta il suo capolavoro automobilistico, la Maybach DS7, una vettura di gran lusso che mirava a rubare clienti alla Mercedes-Benz. La vettura fu voluta fortemente da Karl Maybach come omaggio al padre Wilhelm.
Wilhelm Maybach muore poco tempo dopo, il 29 dicembre del 1929: venne sepolto nel cimitero di Cannstatt.